# Черета (Беневенто)
Черета је насеље у Италији у округу Беневенто, региону Кампанија.
Према процени из 2011. у насељу је живело 132 становника. Насеље се налази на надморској висини од 260 м.